# Latające skrzydło

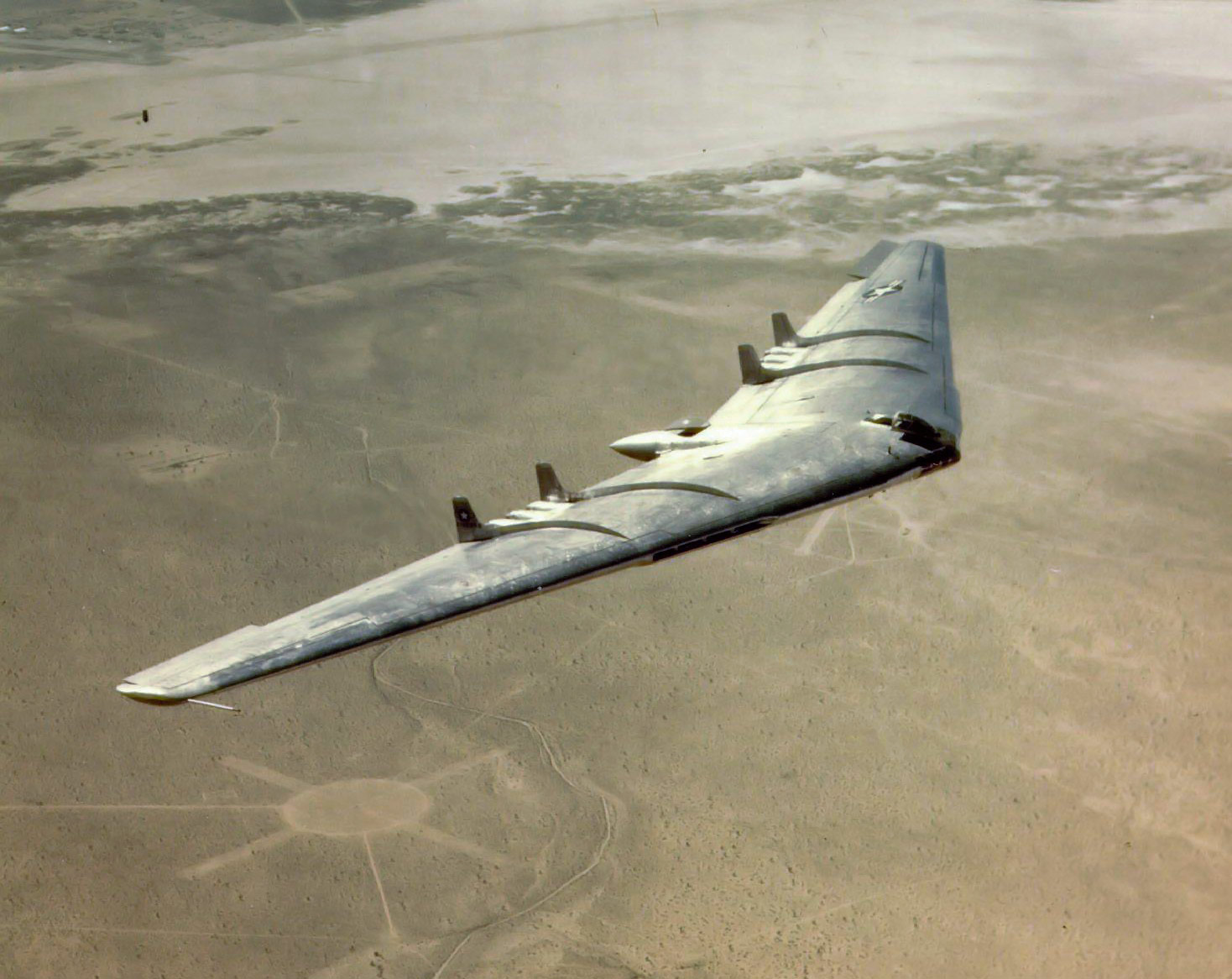
Northrop YB-49

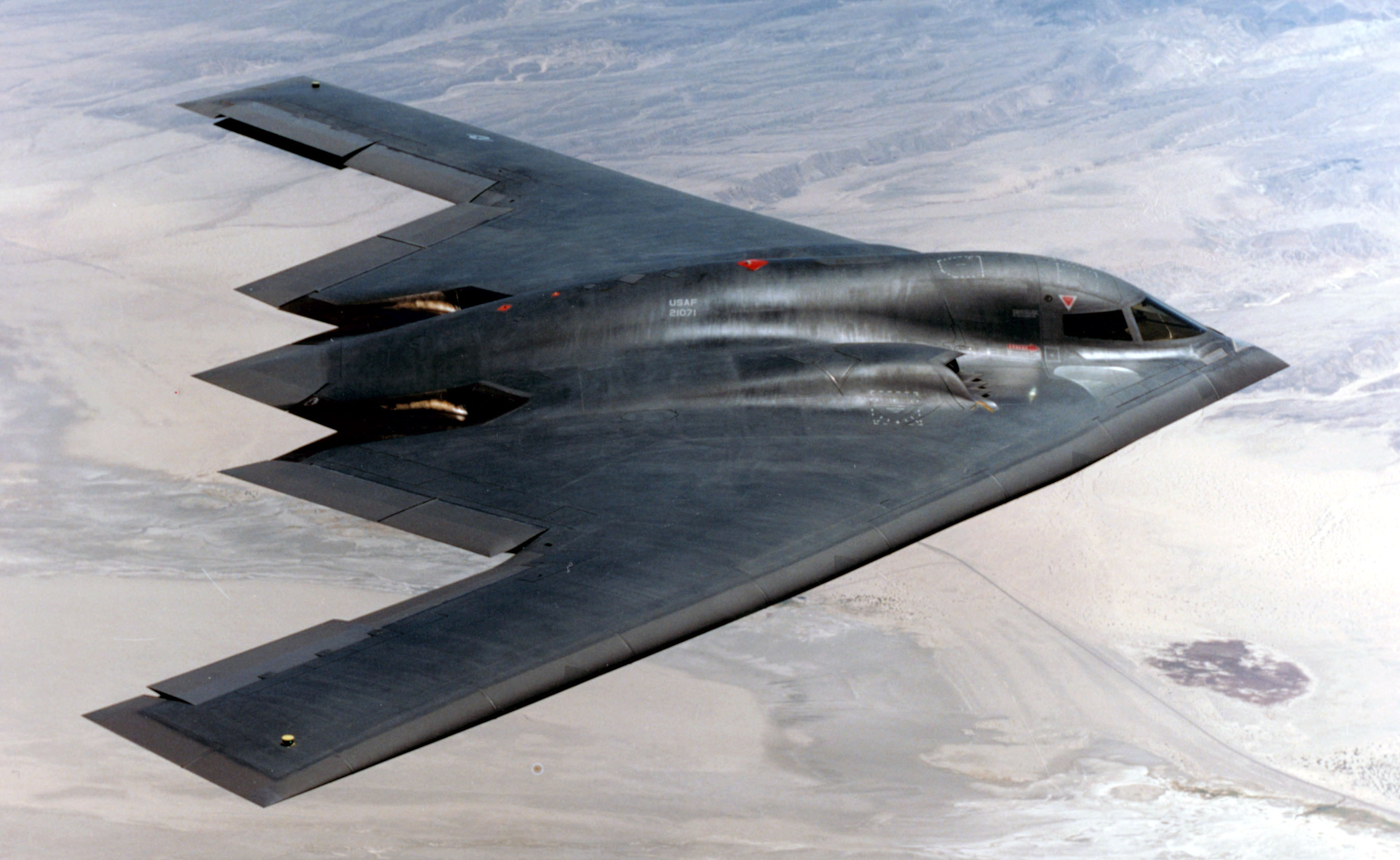
Bombowiec B-2 Spirit w układzie latającego skrzydła

Latające skrzydło – układ konstrukcyjny samolotu lub szybowca o układzie bezogonowym bez wyodrębnionego kadłuba oraz usterzenia.
Ponieważ skrzydło stanowi element nośny i jest niezbędnym elementem każdego samolotu, wyeliminowanie wszystkich innych części składowych samolotu (kadłuba, ogona) teoretycznie powoduje maksymalne zmniejszenie oporu powietrza. Odmianą konstrukcji „latające skrzydło” są konstrukcje bezogonowe w których wyodrębniony jest kadłub, ale nie ma ogona – przykładem takiego samolotu jest Waterman Whatsit.
W tradycyjnych konstrukcjach skrzydło zazwyczaj jest umieszczone w takim miejscu kadłuba, by środek ciężkości samolotu wysunięty był nieco przed środkiem parcia, co z kolei powoduje, że samolot ma tendencję do lotu w dół. Aby temu przeciwdziałać, na długim ogonie samolotu zamontowane są małe powierzchnie (usterzenie poziome), które wyrównują układ sił, „podciągając” do góry nos i powodując, że samolot bez interwencji pilota może lecieć w linii prostej bez zmiany poziomu lotu. Taki układ ma cechy układu statecznego podłużnie, co sprawia, że lot na stałych parametrach lotu nie wymaga akcji pilota.
Takie rozwiązanie jest bardzo proste, ale ma kilka poważnych wad. Umieszczenie usterzenia na końcu ogona oznacza, że samolot jest dłuższy niż „musi”, przez co staje się cięższy. Ponadto przedłużony kadłub samolotu musi być pusty i nie może być wykorzystany do przewożenia ładunku, aby nie przesunąć środka ciężkości do tyłu zmniejszając tym samym zapas stateczności podłużnej. Największym problemem jest jednak to, że usterzenie stwarza dodatkowy opór powietrza zmniejszając w ten sposób osiągi samolotu.
Badania nad konstrukcjami „latających skrzydeł” rozpoczęły się już w 1919 roku w firmie Junkers. Zaprojektowany przez tę firmę samolot „Giant” JG1 został jednak zniszczony w roku 1921 przez komisję ententy ds. awiacji, gdyż jego rozmiary przekraczały maksymalne dozwolone rozmiary samolotów, jakie według ustaleń wolno było budować w Niemczech po zakończeniu I wojny światowej. W Junkersie powstało wówczas wiele futurystycznych projektów tego typu samolotów, między innymi gigantyczne latające skrzydła będące w stanie przewozić 1000 pasażerów.
Największą wadą konstrukcji tego typu jest to, że aby w skrzydle było dość miejsca na załogę i przewożony ładunek samo skrzydło musi być grube, przez co nie nadaje się do zastosowania w szybkich samolotach, latających z prędkością zbliżoną do prędkości dźwięku. Ponadto zapewnienie odpowiedniego zapasu stateczności podłużnej wymaga zwykle aktywnego układu sterowania fly-by-wire sprzężonych z układami komputerowymi zapewniającymi stateczność lotu. Przed erą komputerów rolę ustatecznienia spełniał samostateczny profil płata oraz skos płata. Często było to niewystarczające, czego przykładem są niepowodzenia programów Northrop YB-35, Northrop YB-49.
W przypadku amerykańskiego bombowca B-2 Spirit układ latającego skrzydła został wybrany nie z powodu aerodynamicznej wyższości nad układem klasycznym, ale dla spełnienia wymogów technologii stealth. „Latające skrzydło” ma znacznie mniej powierzchni, które mogą odbijać fale radaru, przez co samolot jest trudniejszy do wykrycia, a komputerowe sterowanie fly-by-wire zapewnia wykonanie zadania bez nadmiernej akcji pilota.